# Communauté de communes Cœur d’Yvelines
Die Communauté de communes Cœur d’Yvelines ist ein französischer Gemeindeverband mit der Rechtsform einer Communauté de communes im Département Yvelines in der Region Île-de-France. Der Gemeindeverband wurde am 8. November 2004 gegründet und umfasst 31 Gemeinden. Der Verwaltungssitz befindet sich im Ort Saulx-Marchais.

## Mitgliedsgemeinden
| Gemeinde                               | Einwohner 1. Januar 2022 | Fläche km² | Dichte Einw./km² | Code INSEE | Postleitzahl |
| -------------------------------------- | ------------------------ | ---------- | ---------------- | ---------- | ------------ |
| Auteuil                                | 1.005                    | 4,40       | 228              | 78034      | 78770        |
| Autouillet                             | 655                      | 4,93       | 133              | 78036      | 78770        |
| Bazoches-sur-Guyonne                   | 697                      | 5,66       | 123              | 78050      | 78490        |
| Béhoust                                | 523                      | 5,34       | 98               | 78053      | 78910        |
| Beynes                                 | 7.635                    | 18,56      | 411              | 78062      | 78650        |
| Boissy-sans-Avoir                      | 614                      | 3,96       | 155              | 78084      | 78490        |
| Flexanville                            | 572                      | 8,89       | 64               | 78236      | 78910        |
| Galluis                                | 1.281                    | 4,53       | 283              | 78262      | 78490        |
| Gambais                                | 2.513                    | 23,02      | 109              | 78263      | 78950        |
| Garancières                            | 2.577                    | 10,69      | 241              | 78265      | 78890        |
| Goupillières                           | 568                      | 5,63       | 101              | 78278      | 78770        |
| Grosrouvre                             | 901                      | 12,43      | 72               | 78289      | 78490        |
| Jouars-Pontchartrain                   | 5.965                    | 9,65       | 618              | 78321      | 78760        |
| La Queue-les-Yvelines                  | 2.505                    | 5,77       | 434              | 78513      | 78940        |
| Le Tremblay-sur-Mauldre                | 956                      | 6,03       | 159              | 78623      | 78490        |
| Les Mesnuls                            | 893                      | 6,49       | 138              | 78398      | 78490        |
| Marcq                                  | 790                      | 4,72       | 167              | 78364      | 78770        |
| Mareil-le-Guyon                        | 413                      | 4,00       | 103              | 78366      | 78490        |
| Méré                                   | 1.695                    | 10,31      | 164              | 78389      | 78490        |
| Millemont                              | 278                      | 5,78       | 48               | 78404      | 78940        |
| Montfort-l’Amaury                      | 2.790                    | 5,71       | 489              | 78420      | 78490        |
| Neauphle-le-Château                    | 3.295                    | 2,15       | 1.533            | 78442      | 78640        |
| Neauphle-le-Vieux                      | 924                      | 7,52       | 123              | 78443      | 78640        |
| Saint-Germain-de-la-Grange             | 1.842                    | 5,23       | 352              | 78550      | 78640        |
| Saint-Rémy-l’Honoré                    | 1.689                    | 10,15      | 166              | 78576      | 78690        |
| Saulx-Marchais                         | 956                      | 2,13       | 449              | 78588      | 78650        |
| Thiverval-Grignon                      | 1.102                    | 11,17      | 99               | 78615      | 78850        |
| Thoiry                                 | 1.432                    | 7,09       | 202              | 78616      | 78770        |
| Vicq                                   | 391                      | 4,43       | 88               | 78653      | 78490        |
| Villiers-le-Mahieu                     | 872                      | 6,77       | 129              | 78681      | 78770        |
| Villiers-Saint-Frédéric                | 3.231                    | 5,06       | 639              | 78683      | 78640        |
| Communauté de communes Cœur d’Yvelines | 51.560                   | 228,20     | 226              | –          | –            |